# ロールス・ロイス・モーターズ

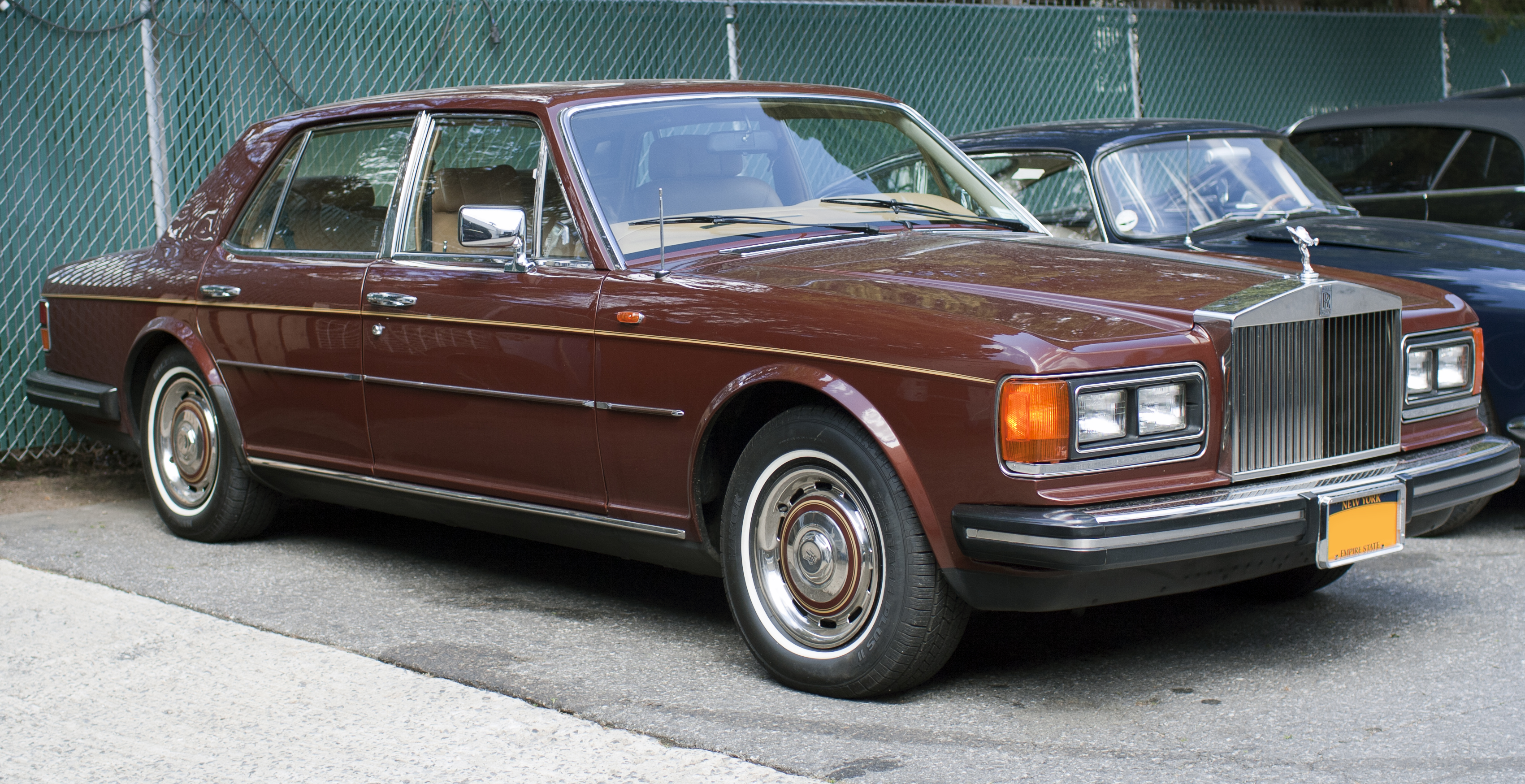
1982年式シルヴァースピリット

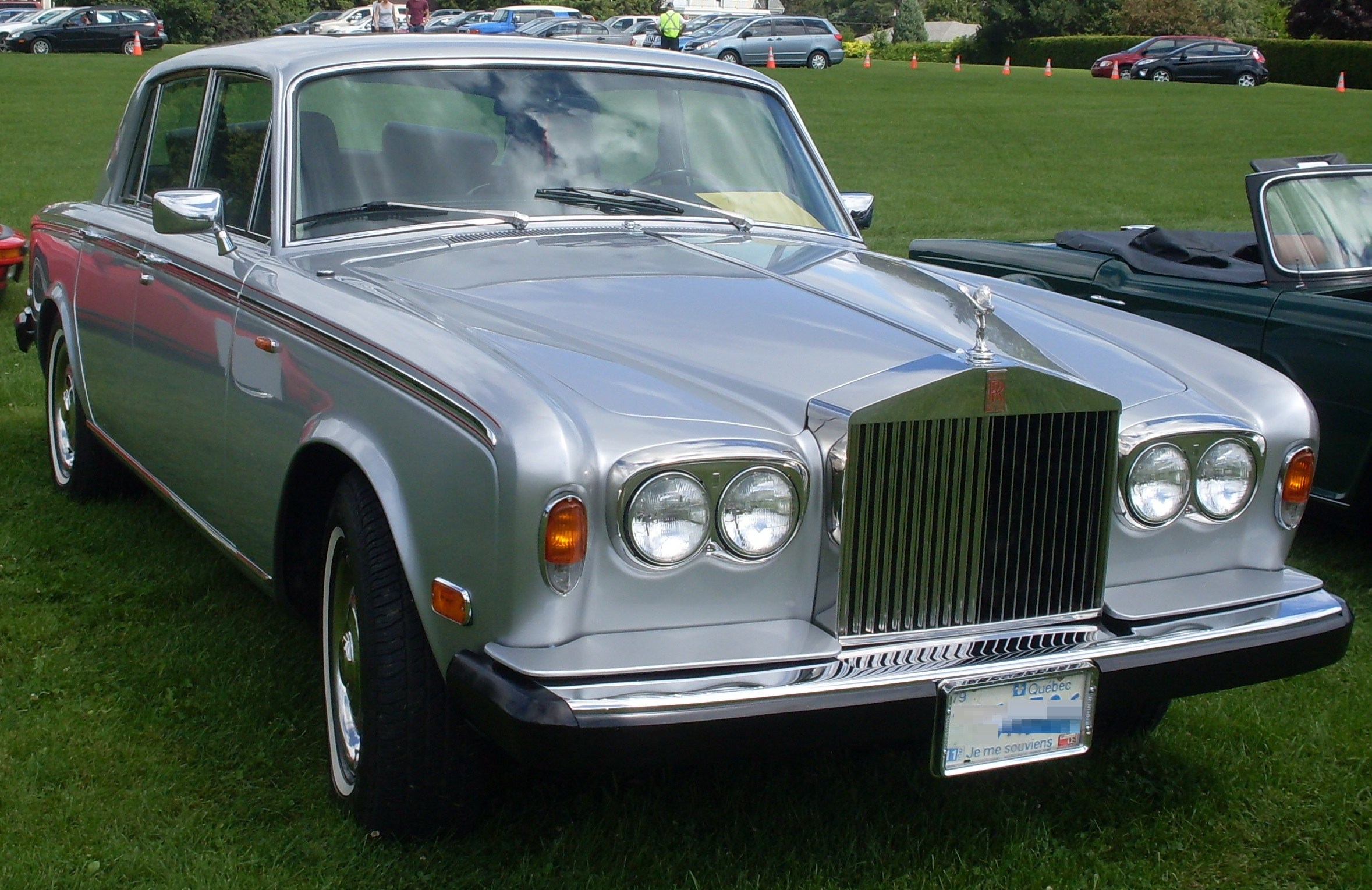
1979年式シルヴァーシャドウII

ロールス・ロイス・モーターズ（英: Rolls-Royce Motors ）は1973年にイギリスでRB211エンジンの開発に難航して破産したロールス・ロイス・リミテッドの自動車部門を引き継いで設立された自動車製造会社である。

## 概要
1906年3月に設立されたロールス・ロイス社 (Rolls-Royce Limited ) は、航空機用エンジンや乗用自動車の製造を行うイギリスのメーカーであった。1931年には同じイギリスのスポーツカーメーカーであるベントレーを買収するなど規模を拡大し、特に乗用車製造においては高級車の代名詞となった。しかし、1960年代になると、乗用車製造における技術革新の遅れ、更には新たに開発・発売した航空機用ジェットエンジン「RB211」の開発難航による損失の拡大などのために経営が悪化した。そのまま1971年4月に経営破綻、イギリス政府によって国有化された。
1973年、国有会社となっていたロールス・ロイス社のうち自動車部門（ベントレーを含む）のみが分離され、イギリスの製造会社・ヴィッカースに譲渡された。この再び民営化された自動車部門は、ロールス・ロイス・モーターズ（Rolls-Royce Motors ）と命名され、ロールス・ロイス車の製造・販売を継続することとなった。1998年、ヴィッカーズはロールス・ロイス・モーターズの売却を計画、最高額を提示したフォルクスワーゲンがその買収に成功した。しかしながらこの際、ロールス・ロイスのブランド名やロゴタイプなどはBMWに譲渡されるという捩じれが生じている。その後、フォルクスワーゲンとBMWの協議の結果、2003年1月からはロールス・ロイスの製造販売はBMWが、ベントレーの製造販売はフォルクスワーゲンが行うこととなった。BMWは同年、ロールス・ロイス・モーター・カーズという自動車会社を設立、社屋や工場を新築し、独自に開発した「ロールス・ロイス」の製造販売を開始した。
一方、国有企業として残存したロールス・ロイスでは航空機用エンジンや船舶の製造などが行われていたが、1988年に再度民営化され、新生ロールス・ロイス（ロールス・ロイス・ホールディングス）として現在に到っている。

## 歴史
国有化後の1973年、自動車部門（ベントレーを含む）は分離・民営化されることが決定した。売却先は当時同国の大手メーカーであったヴィッカースであり、社名は「ロールス・ロイス・モーターズ」（Rolls-Royce Motors ）とされた。
1975年には、ピニンファリーナによるデザインを持つ2ドアクーペの「カマルグ」が登場した。1980年には「シルヴァーシャドウ」を継ぐ新モデルとして、空力を意識したデザインに、車高自動調整機能付きの後輪独立サスペンションや角型ヘッドライトを備えた「シルヴァースピリット」とそのホイールベース延長型「シルヴァースパー」、ベントレーでは「ミュルザンヌ」）が登場した。
1992年、近代化と新型エンジンの開発コスト削減のため、ロールス・ロイス・モーターズはドイツの自動車会社BMWと提携した。その後、デビューから20年近くが経過し旧退化していた乗用車「シルヴァースピリット」の後継モデルとして1998年3月に発表された「シルヴァーセラフ」には、BMW製のV型12気筒エンジンが搭載されることになった。
同年、親会社であるヴィッカーズは、ロールス・ロイス・モーターズの売却を決定した。売却先は提携関係にあったBMWが有力であったものの、買収に成功したのは最高額を提示したドイツのフォルクスワーゲンであった。その後フォルクスワーゲンは、BMWからエンジン供給を受けることによってロールス・ロイスの従来モデルを2002年末まで製造・販売した。
2003年1月、BMW、フォルクスワーゲン両社間の契約に基づき、「ロールス・ロイス」のブランドを冠した乗用車はBMWが製造・販売し、フォルクスワーゲンは「ベントレー」のみを製造・販売継続することとなった。「ロールス・ロイス」ブランドの乗用車を生産・販売する権利を得たBMWは同年、新会社「ロールス・ロイス・モーター・カーズ」をイギリス南部のウェスト・サセックス州グッドウッドに設立し、現在まで同ブランドの乗用車を製造・販売している。

## 乗用車モデル
- シルヴァーシャドウ（1965年 - 1977年[4]）
- ファントムVI（1968年 - 1991年[4]）
- コーニッシュ（1971年 - 1987年[4]）
- カマルグ（1975年 - 1986年[4]）
- シルヴァーシャドウII（1977年 - 1983年）
- シルヴァーレイスII（1977年 - 1983年）

- シルヴァースピリット（1983年 - 1989年[4]）
- シルヴァースパー（1983年 - 1989年）
- シルヴァースピリットII（1989年 - 1993年[4]）
- シルヴァースパーII（1989年 - 1995年[4]）
- シルヴァースピリットIII（1993年 - 1997年[4]）
- シルヴァースパーIII（1996年[4] - ）
- シルヴァードーンII（1997年[4] - 1999年）
- シルヴァーセラフ（1998年 - 2003年）